# Oncocnemis corusca
Oncocnemis corusca là một loài bướm đêm trong họ Noctuidae.